# 馬格拉瓦 (麥迪亞省)
36°21′05″N 3°32′07″E / 36.35139°N 3.53528°E

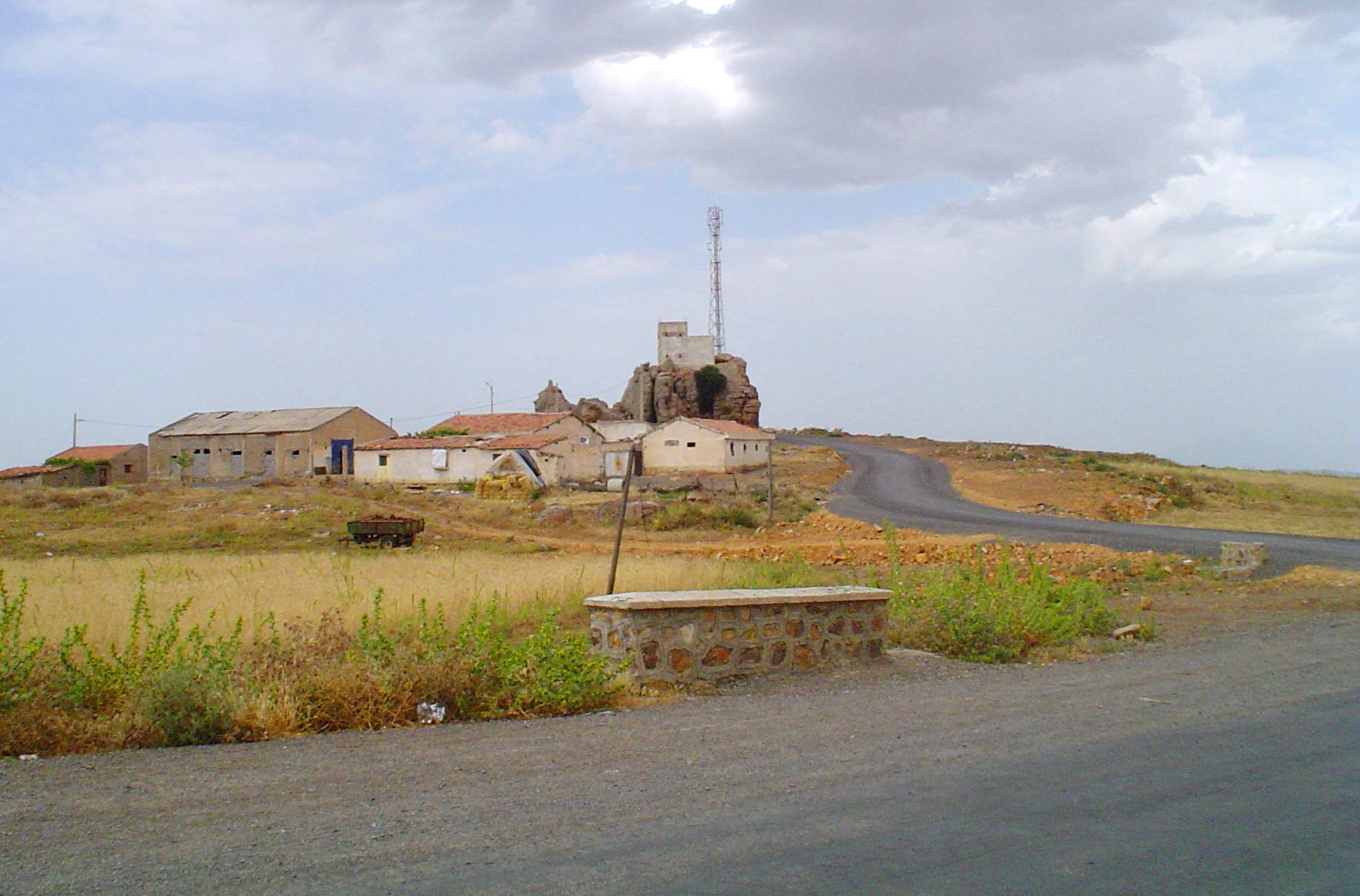

馬格拉瓦（阿拉伯语：‎），是阿爾及利亞的城鎮，位於該國北部麥迪亞省，由阿齊濟耶區負責管轄，面積71平方公里，2008年人口5,647，人口密度每平方公里79人。